# Татищев, Иван Андреевич
Иван Андреевич Татищев (1740—1789) — русский военачальник и государственный деятель,  правитель Казанского наместничества, генерал-майор (1780).

## Биография
Из дворянского рода Татищевых. В возрасте четырёх лет был записан на службу солдатом в Лейб-гвардии Преображенский полк. К моменту 1757 году «за выслугу лет» был произведён произведен в прапорщики гвардии; к этому времени 17-летний Татищев вероятно уже служил в полку фактически, а не только на бумаге. 17 лет спустя Татищев был произведён в капитаны; в 1774 году перевёлся из лейб-гвардии в армейский Нарвский пехотный полк с чином полковника; с 1775 года — командир полка. 
За успехи полка на манёврах в присутствии императрицы Екатерины Великой был удостоен высочайшего благоволения. В 1779 году был произведён в бригадиры, всего год спустя — в генерал-майоры. В 1783 году награждён орденом Святого Георгия 4-й степени и назначен наместником в Казань. На должности правителя Казанского наместничества находился в 1783—1789 годах. 
Скончался Татищев в 1789 году в тех же чине и должности.